# 伊達村清
伊達 村清（だて むらきよ）は、江戸時代後期の武士。陸奥国仙台藩一門第四席・涌谷伊達家10代（亘理氏28代）当主。

## 生涯
安永8年（1779年）、伊達村常の子として誕生。享和3年（1803年）11月、父・村常の死去に伴い家督を相続する。
文化元年（1804年）のレザノフ来航以来、ロシアとの緊張状態が続いており（文化露寇）、文化4年（1807年）6月には仙台本藩の命により牡鹿郡の沿岸警備のため人員を派遣している。また同年11月に老中・松平信明より仙台藩に対して蝦夷地警固の命が下ると、翌文化5年（1808年）1月から6月まで涌谷家中も箱館の警固に動員された。
文政3年（1820年）1月25日死去。享年42。家督は嫡男・義基が相続した。

## 系譜
- 父：伊達村常（1759-1803）
- 母：中島実信の娘
- 正室：遠藤昌信の娘
- 側室：嘉保 - 藤村倫茂の娘
- 生母不明の子女
  - 長男：伊達義基（1808-1839） - 11代当主
  - 次男：伊達千熊 - 早世

## 偏諱を受けた人物
- 中島清徳（実弟）
- 亘理清胤（佐沼亘理家当主）